# Marshallberg (Carolina del Norte)
Marshallberg es un lugar designado por el censo ubicado en el condado de Carteret en el estado estadounidense de Carolina del Norte. La localidad en el año 2010, tenía una población de 403 habitantes.

## Geografía
Marshallberg se encuentra ubicado en las coordenadas 34°43′26.12″N 76°30′51.48″O / 34.7239222, -76.5143000.